# Harpactea
Harpactea là một chi nhện trong họ Dysderidae.

## Các loài
- H. abantia (Simon, 1884) – Greece
- H. achsuensis Dunin, 1991 – Azerbaijan
- H. acuta Beladjal & Bosmans, 1997 – Algeria
- H. aeoliensis Alicata, 1973 – Italy
- H. agnolettii Brignoli, 1978 – Turkey
- H. alanyana Özkütük, Elverici, Marusik & Kunt, 2015 – Turkey
- H. albanica (Caporiacco, 1949) – Albania
- H. alexandrae Lazarov, 2006 – Bulgaria, Romania, Ukraine, Russia (Europe)
- H. algarvensis Ferrández, 1990 – Portugal
- H. alicatai Brignoli, 1979 – Italy (Sardinia)
- H. angustata (Lucas, 1846) – Algeria
- H. antoni Bosmans, 2009 – Greece
- H. apollinea Brignoli, 1979 – Greece
- H. arguta (Simon, 1907) – France, Italy
- H. armenica Dunin, 1989 – Armenia
- H. arnedoi Kunt, Elverici, Özkütük & Yağmur, 2011 – Turkey
- H. asparuhi Lazarov, 2008 – Bulgaria
- H. auresensis Bosmans & Beladjal, 1991 – Algeria
- H. auriga (Simon, 1911) – Algeria
- H. aurigoides Bosmans & Beladjal, 1991 – Algeria
- H. azerbajdzhanica Dunin, 1991 – Azerbaijan
- H. azowensis Charitonov, 1956 – Ukraine, Russia (Europe)
- H. babori (Nosek, 1905) – Bulgaria, Greece, Turkey
- H. ballarini Kunt, Özkütük & Elverici, 2013 – Turkey
- H. blasi Ribera & Ferrández, 1986 – Spain
- H. buchari Dunin, 1991 – Azerbaijan
- H. bulgarica Lazarov & Naumova, 2010 – Macedonia, Bulgaria
- H. caligata Beladjal & Bosmans, 1997 – Algeria
- H. carusoi Alicata, 1974 – Italy, Tunisia
- H. catholica (Brignoli, 1984) – Greece (Crete)
- H. caucasia (Kulczyński, 1895) – Russia (Caucasus), Georgia
- H. cecconii (Kulczyński, 1908) – Cyprus
- H. cesari Van Keer, 2009 – Greece
- H. chreensis Bosmans & Beladjal, 1989 – Algeria
- H. christae Bosmans & Beladjal, 1991 – Algeria
- H. christodeltshevi Bayram, Kunt & Yağmur, 2009 – Turkey
- H. clementi Bosmans, 2009 – Greece, Turkey
- H. coccifera Brignoli, 1984 – Greece (Crete)
- H. colchidis Brignoli, 1978 – Turkey
- H. complicata Deltshev, 2011 – Serbia
- H. corinthia Brignoli, 1984 – Greece
- H. corticalis (Simon, 1882) – France, Italy
- H. cressa Brignoli, 1984 – Greece (Crete)
- H. cruriformis Bosmans, 2011 – Greece
- H. dashdamirovi Dunin, 1993 – Azerbaijan
- H. deelemanae Dunin, 1989 – Armenia
- H. deltshevi Dimitrov & Lazarov, 1999 – Bulgaria
- H. digiovannii Gasparo, 2014 – Greece
- H. diraoi Brignoli, 1978 – Turkey
- H. dobati Alicata, 1974 – Turkey
- H. doblikae (Thorell, 1875) – Ukraine (mainland, Crimea)
- H. dufouri (Thorell, 1873) – Spain
- H. dumonti Bosmans & Beladjal, 1991 – Algeria
- H. eskovi Dunin, 1989 – Georgia, Armenia
- H. fageli Brignoli, 1980 – Portugal, Spain
- H. forceps Varol & Danışman, 2018 – Turkey
- H. forcipifera (Simon, 1911) – Algeria
- H. gaditana Pesarini, 1988 – Spain
- H. galatica Brignoli, 1978 – Turkey
- H. gennargentu Wunderlich, 1995 – Italy (Sardinia)
- H. globifera (Simon, 1911) – Algeria
- H. golovatchi Dunin, 1989 – Armenia
- H. gridellii (Caporiacco, 1951) – Italy
- H. grisea (Canestrini, 1868) – Switzerland, Austria, Italy, Slovenia
- H. gunselorum Gücel, Fuller, Göçmen & Kunt, 2018 – Cyprus
- H. hauseri Brignoli, 1976 – Greece
- H. heizerensis Bosmans & Beladjal, 1991 – Algeria
- H. heliconia Brignoli, 1984 – Greece
- H. henschi (Kulczyński, 1915) – Bosnia-Hercegovina
- H. herodis Brignoli, 1978 – Israel
- H. hispana (Simon, 1882) – Spain, France
- H. hombergi (Scopoli, 1763) (type) – Europe
- H. hyrcanica Dunin, 1991 – Azerbaijan
- H. ice Komnenov & Chatzaki, 2016 – Greece
- H. incerta Brignoli, 1979 – Greece
- H. incurvata Bosmans & Beladjal, 1991 – Algeria
- H. indistincta Dunin, 1991 – Russia (Caucasus), Azerbaijan
- H. innupta Beladjal & Bosmans, 1997 – Algeria
- H. isaurica Brignoli, 1978 – Turkey
- H. johannitica Brignoli, 1976 – Greece
- H. kalaensis Beladjal & Bosmans, 1997 – Algeria
- H. kalavachiana Gücel, Charalambidou, Göçmen & Kunt, 2019 – Cyprus
- H. karabachica Dunin, 1991 – Azerbaijan
- H. karaschkhan Kunt, Özkütük, Elverici, Marusik & Karakaş, 2016 – Turkey
- H. kareli Bosmans & Beladjal, 1991 – Algeria
- H. kencei Kunt, Elverici, Özkütük & Yağmur, 2011 – Turkey
- H. konradi Lazarov, 2009 – Bulgaria
- H. korgei Brignoli, 1979 – Turkey
- H. krueperi (Simon, 1884) – Greece
- H. krumi Lazarov, 2010 – Bulgaria
- H. kubrati Lazarov, 2008 – Bulgaria
- H. kulczynskii Brignoli, 1976 – Greece
- H. lazarovi Deltshev, 2011 – Bulgaria
- H. lazonum Brignoli, 1978 – Turkey
- H. lepida (C. L. Koch, 1838) – Europe
- H. loebli Brignoli, 1974 – Greece
- H. logunovi Dunin, 1992 – Russia (Caucasus), Georgia
- H. longitarsa Alicata, 1974 – Algeria, Tunisia
- H. longobarda Pesarini, 2001 – Italy, Ukraine
- H. maelfaiti Beladjal & Bosmans, 1997 – Algeria
- H. magnibulbi Machado & Ferrández, 1991 – Portugal
- H. major (Simon, 1911) – Algeria
- H. mariae Komnenov, 2014 – Macedonia
- H. martensi Dunin, 1991 – Azerbaijan
- H. mcheidzeae Dunin, 1992 – Georgia
- H. medeae Brignoli, 1978 – Turkey
- H. mehennii Bosmans & Beladjal, 1989 – Algeria
- H. mentor Lazarov & Naumova, 2010 – Bulgaria
- H. mertensi Bosmans & Beladjal, 1991 – Algeria
- H. minoccii Ferrández, 1982 – Spain
- H. minuta Alicata, 1974 – Tunisia
- H. mithridatis Brignoli, 1979 – Turkey, Georgia
- H. mitidjae Bosmans & Beladjal, 1991 – Algeria
- H. modesta Dunin, 1991 – Russia (Caucasus), Azerbaijan
- H. monicae Bosmans & Beladjal, 1991 – Algeria
- H. mouzaiensis Bosmans & Beladjal, 1989 – Algeria
- H. muscicola (Simon, 1882) – France (Corsica)
- H. nachitschevanica Dunin, 1991 – Azerbaijan
- H. nausicaae Brignoli, 1976 – Macedonia, Greece
- H. nenilini Dunin, 1989 – Armenia
- H. nuragica Alicata, 1966 – Italy (Sardinia)
- H. oglasana Gasparo, 1992 – Italy
- H. oranensis Bosmans & Beladjal, 1991 – Algeria
- H. ortegai Ribera & De Mas, 2003 – Spain
- H. osellai Brignoli, 1978 – Turkey
- H. ouarsenensis Bosmans & Beladjal, 1991 – Algeria
- H. ovata Beladjal & Bosmans, 1997 – Algeria
- H. paradoxa Dunin, 1992 – Georgia
- H. parthica Brignoli, 1980 – Iran, Turkmenistan?
- H. persephone Gasparo, 2011 – Greece (Crete)
- H. petrovi Lazarov & Dimitrov, 2018 – Bulgaria
- H. piligera (Thorell, 1875) – Italy
- H. pisidica Brignoli, 1978 – Turkey
- H. popovi Dimitrov, Deltshev & Lazarov, 2019 – Bulgaria
- H. proxima Ferrández, 1990 – Portugal
- H. pugio Varol & Akpınar, 2016 – Turkey
- H. punica Alicata, 1974 – Algeria, Tunisia
- H. reniformis Beladjal & Bosmans, 1997 – Algeria
- H. rubicunda (C. L. Koch, 1838) – Europe, Georgia
- H. rucnerorum Polenec & Thaler, 1975 – Croatia
- H. ruffoi Alicata, 1974 – Tunisia
- H. rugichelis Denis, 1955 – Lebanon
- H. sadistica Řezáč, 2008 – Israel
- H. saeva (Herman, 1879) – Slovakia, Hungary, south-eastern Europe to Ukraine
- H. samuili Lazarov, 2006 – Bulgaria
- H. sanctaeinsulae Brignoli, 1978 – Turkey
- H. sanctidomini Gasparo, 1997 – Italy
- H. sardoa Alicata, 1966 – Italy
- H. sbordonii Brignoli, 1978 – Turkey
- H. sciakyi Pesarini, 1988 – Spain
- H. secunda Dunin, 1989 – Armenia
- H. senalbensis Beladjal & Bosmans, 1997 – Algeria
- H. serena (Simon, 1907) – Spain, France
- H. sicula Alicata, 1966 – Italy (Sicily)
- H. simovi Deltshev & Lazarov, 2018 – Bulgaria
- H. sinuata Beladjal & Bosmans, 1997 – Algeria
- H. spasskyi Dunin, 1992 – Ukraine (Crimea), Russia (Caucasus)
- H. spirembolus Russell-Smith, 2011 – Greece
- H. srednagora Dimitrov & Lazarov, 1999 – Macedonia, Bulgaria
- H. stalitoides Ribera, 1993 – Portugal
- H. stoevi Deltshev & Lazarov, 2018 – Bulgaria
- H. strandi (Caporiacco, 1939) – Italy
- H. strandjica Dimitrov, 1997 – Bulgaria, Turkey
- H. strinatii Brignoli, 1979 – Greece
- H. sturanyi (Nosek, 1905) – Greece, Turkey, Georgia
- H. subiasi Ferrández, 1990 – Portugal
- H. talyschica Dunin, 1991 – Azerbaijan
- H. tenuiemboli Deltshev, 2011 – Serbia
- H. tergestina Gasparo, 2014 – Italy
- H. terveli Lazarov, 2009 – Bulgaria, Turkey
- H. thaleri Alicata, 1966 – Switzerland, Italy
- H. undosa Beladjal & Bosmans, 1997 – Algeria
- H. vagabunda Dunin, 1991 – Azerbaijan
- H. vignai Brignoli, 1978 – Turkey
- H. villehardouini Brignoli, 1979 – Greece
- H. wolfgangi Komnenov & Chatzaki, 2016 – Greece
- H. yakourensis Beladjal & Bosmans, 1997 – Algeria
- H. zaitzevi Charitonov, 1956 – Georgia, Azerbaijan, Armenia
- H. zannonensis Alicata, 1966 – Italy
- H. zjuzini Dunin, 1991 – Azerbaijan
- H. zoiai Gasparo, 1999 – Greece

## Hình ảnh

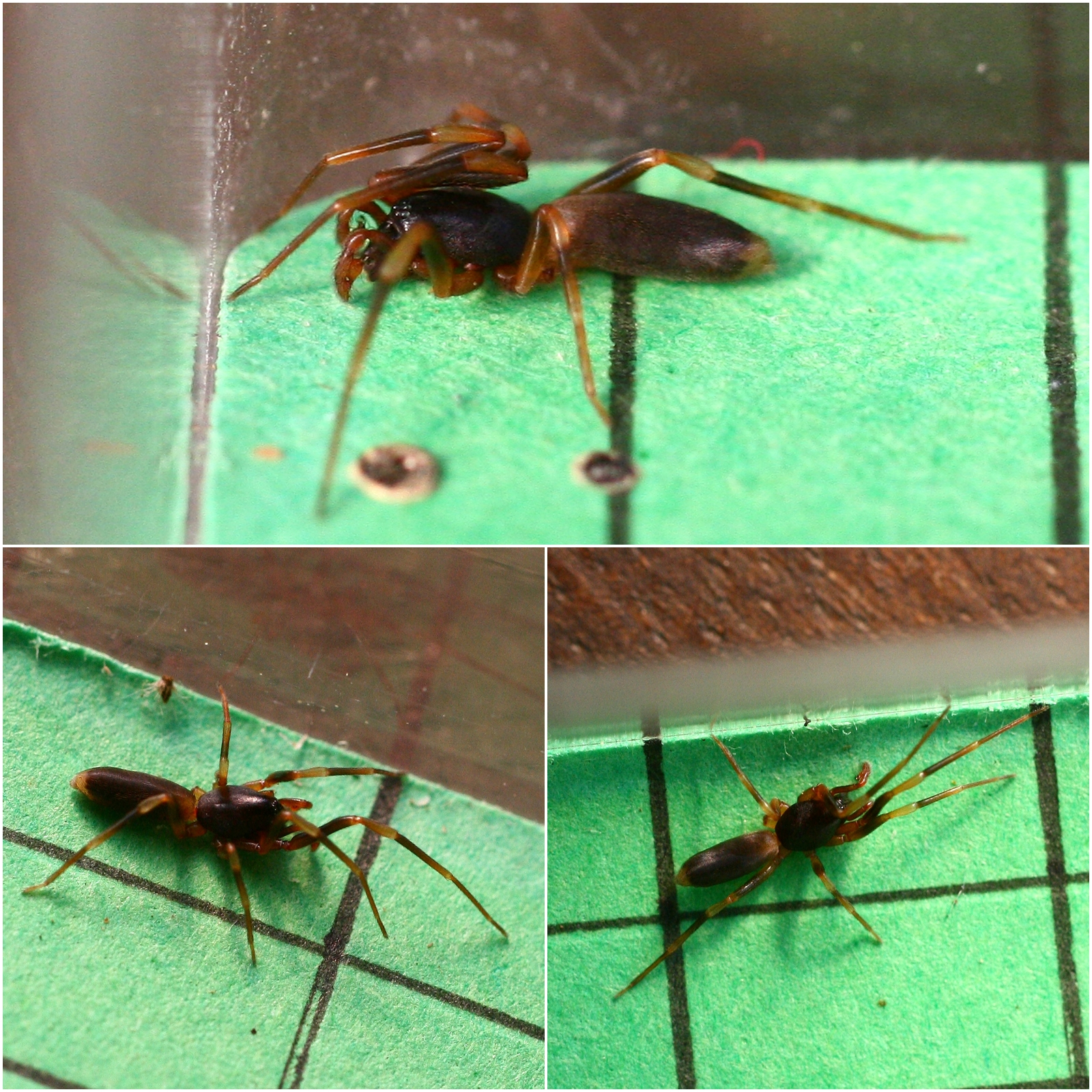